# フォルクスワーゲン・GTI ロードスター ビジョン グランツーリスモ

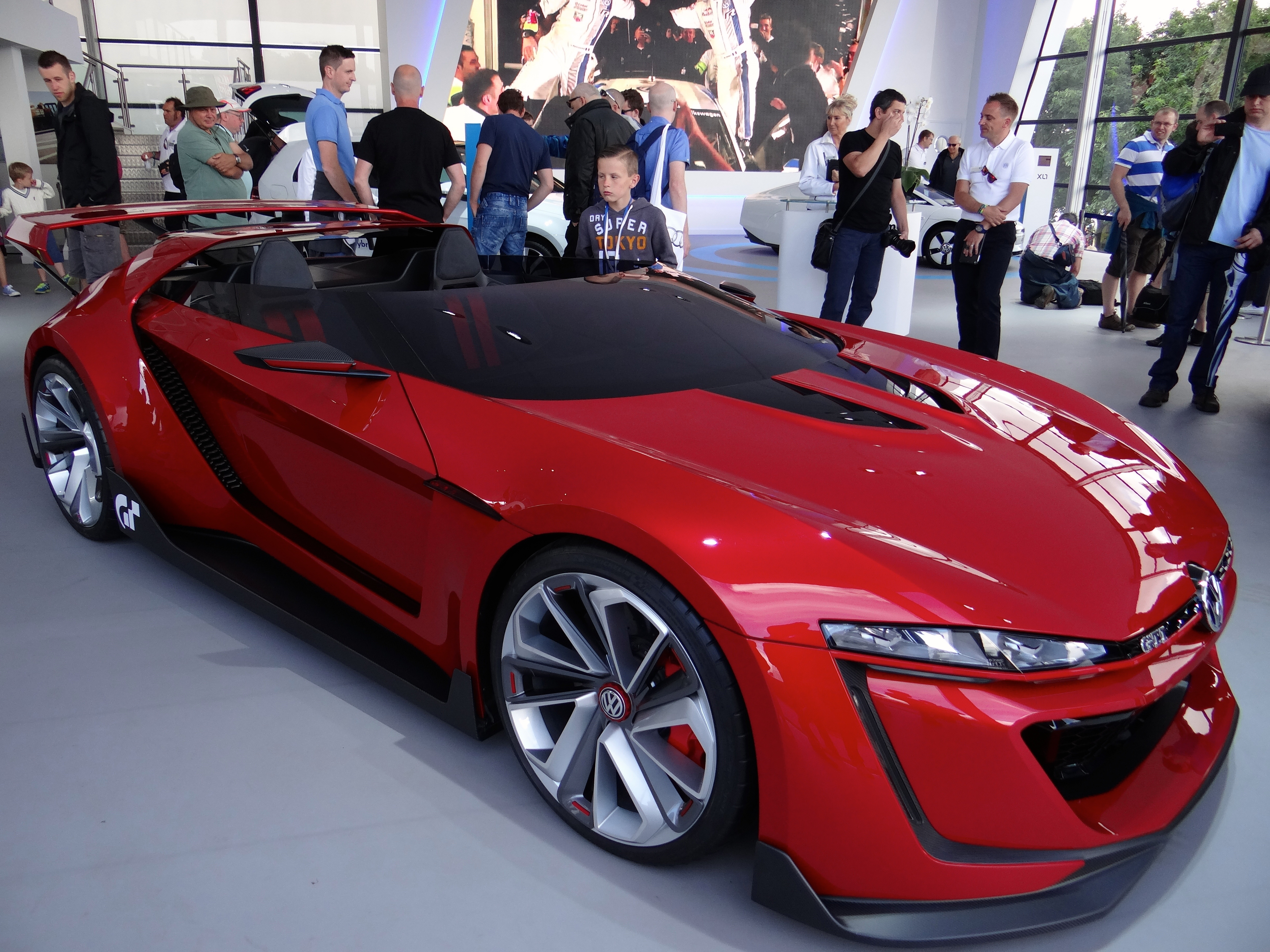
ビジョン・グランツーリスモ（2014年グッドウッドフェスティバルオブスピード）

GTI ロードスター Vision Gran Turismo（ジーティーアイ・ビジョン・グランツーリスモ）とは、ドイツの自動車メーカーフォルクスワーゲンがデザイン・製作し、コンピュータゲーム『グランツーリスモ6』に登場した2ドアスピードスター型のコンセプトカーである。

## 概要
グランツーリスモと自動車メーカーのコラボレーション企画であるVision Gran Turismoの第3作品として、2014年5月16日に初めてティーザーイメージが公開され、その翌27日に概要が公開された。30日にはGTIミーティングで実寸大のモデルが公開され、6月18日のバージョン1.09アップデートを通じて配信された。

## デザインとスペック
最大の特徴としては大胆に切り取られた様なウインドスクリーンが特徴。ドアはシザーズドアを採用している。またレーシングマシンをイメージし、ハンドルには「RADIO」「PIT」ボタンが備えられている。
搭載されるエンジンはV型6気筒3リットルのVR6型TSIエンジン。これにツインターボを搭載することで510馬力、67.8kgfmの最高出力を生み出す。フロント搭載されたエンジンのパワーを4輪で動かすことにより、抜群の安定性を手に入れながらも、1,430kgという車重と空力性能で、0-100km加速は3.9秒、最高速度309km/hという性能を持つ。